# 창해일성소
《창해일성소》(滄海一聲笑)는 영화 소오강호와 동방불패 등에 등장하는 노래이다.

## 같이 보기
- 소오강호 (1990년 영화)
- 동방불패